# Люкс, Леонид Михайлович
Леони́д Люкс (род. 24 января 1947, Свердловск) — немецкий историк, историограф, специалист по истории СССР и советологии. С 1995 по 2012 год был руководителем кафедры современной Центральной и Восточной Европы в Католическом университете Айхштетт-Ингольштадт.

## Биография
Родился в 1947 году в Свердловске, спустя некоторое время переехал в Польшу. В 1965 году окончил школу в Щецине.
Люкc изучал историю и русистику в Еврейском университете в Израиле. Вслед за этим с 1969 году состоял в докторантуре по восточной европейской истории, новейшей истории и славянской филологии в Университете Людвига-Максимилиана в Мюнхене, где защитил диссертацию о внешнеполитических взглядах Ленина, а затем хабилитировался под руководством Томаса Ниппердая, защитив диссертацию «Происхождение коммунистической теории фашизма. Противостояние Коминтерна фашизму и национал-социализму в 1921—1935 гг.»
После академической и журналистской деятельности в 1993 году он стал временным профессором в Университете Кёльна, в 1995 году — профессором современной истории Центральной и Восточной Европы в Католическом университете Айхштетт-Ингольштадт. В отставке (профессор эмеритус) с 2012 года. С 2011 до 23 июня 2015 года он был директором Центрального института исследований Центральной и Восточной Европы, ранее был заместителем директора того же института.
Основные темы его научных исследований — история польского католицизма, большевизма, русской интеллектуальной истории и евразийского движения. С 2020 года входит в состав редколлегии журнала «Новая и новейшая история».

## Избранные публикации

### На немецком языке
- Lenins außenpolitische Konzeptionen in ihrer Anwendung, München 1976.
- Entstehung der kommunistischen Faschismustheorie. Die Auseinandersetzung der Komintern mit Faschismus und Nationalsozialismus 1921—1935. DVA, Stuttgart 1985.
- Katholizismus und politische Macht im kommunistischen Polen 1945—1989. Die Anatomie einer Befreiung. Böhlau, Köln 1993.
- mit Peter Schulz, Peter Ehlen und Nikolaus Lobkowicz (Hrsg.): Simon L. Frank. Werke in 8 Bänden. Karl Alber, Freiburg 2000 ff.
- Der «dritte Weg» der «neo-eurasischen» Zeitschrift «Çlementy». Zurück ins Dritte Reich? Studies in East European Thought, 52, 2000, S. 49—71.
- Zum «geopolitischen» Programm Aleksandr Dugins und der Zeitschrift «Çlementy» — eine manichäische Versuchung? Forum für osteuropäische Ideen- und Zeitgeschichte, 6, 1, 2002, S. 43—58.
- Zwei «Sonderwege»? Russisch-deutsche Parallelen und Kontraste (1917—2014). Vergleichende Essays. Ibidem, Stuttgart 2016, ISBN 978-3-8382-0823-7.

### На русском языке
- Заметки о спорной книге немецкого историка Эрнста Нольте // Знамя. 2004. № 6.
- Третий Рим? Третий Рейх? Третий путь? Исторические очерки о России, Германии и Западе. — М.: Московский философский фонд, 2002. — 304 с. — ISBN 5-85133-042-2.
- История России и Советского Союза: от Ленина до Ельцина / Пер. с нем. Б. Хавкин. — М.: Фонд Первого Президента России Б. Н. Ельцина : РОССПЭН, 2009. — 527 с. — (История сталинизма). — ISBN 978-5-8243-1100-6.
- Западничество или евразийство? Демократия или идеократия? Штутгарт, 2012.
- Два облика тоталитаризма. Сравнительные очерки об истоках и характере большевизма и национал-сoциализма. Исторические исследования. Книжное приложение к журналу «Форум новейшей восточноевропейской истории и культуры». 2014. Том 1.